# 에드워드 카펜터
에드워드 카펜터(Edward Carpenter, 1844년 8월 29일 ~ 1929년 6월 28일)는 영국의 공상적 사회주의자, 시인, 철학자, 앤솔러지스트이자 동성애자 인권의 초기 운동가였다. 또한 채식주의를 옹호하고 생체 해부에 반대하면서 교정 개혁을 주장했다. 철학자로서 그는 특히 『문명: 그 원인과 치료』(Civilisation: Its Cause and Cure) 출판으로 잘 알려져 있다. 이 책에서 그는 문명을 인간 사회가 거쳐 가는 질병의 한 형태로 묘사했다.
초기 성 해방론자로서 그는 D. H. 로런스와 스리 아우로빈도 모두에게 영향을 미쳤고, E. M. 포스터의 소설 모리스에 영감을 주었다.

## 어린 시절
서식스주 호브의 브런즈윅 스퀘어 45번지에서 태어난 카펜터는 근처 브라이턴 칼리지에서 교육을 받았는데, 그의 아버지 찰스 카펜터는 그곳의 이사였다. 그의 형제 찰스, 조지, 알프레드도 그곳 학교에 다녔다. 에드워드의 할아버지는 제임스 카펜터 부제독(1845년 사망)이었다. 카펜터는 10세 때 피아노에 재능을 보였다.
그의 학업 능력은 젊은 시절 비교적 늦게 드러났지만, 케임브리지 대학교 트리니티 홀에 입학할 수 있을 만큼 충분했다. 트리니티 홀에서 카펜터는 기독교 사회주의 신학자 F. D. 모리스의 영향을 받았다. 그곳에서 그는 또한 남성에 대한 자신의 감정을 탐색하기 시작했다. 이 중 가장 주목할 만한 사례는 에드워드 앤서니 벡(이후 트리니티 홀 학장)과의 깊은 우정인데, 카펜터에 따르면 "로맨틱한 기운"이 있었다고 한다. 벡은 결국 그들의 우정을 끝냈고, 카펜터에게 큰 정서적 고통을 안겨주었다. 카펜터는 1868년에 10위 랭글러로 졸업했다. 대학 졸업 후 그는 잉글랜드 국교회의 보좌신부로 서품받았는데, 이는 "깊은 확신에서라기보다는 관습적으로"였으며, 케임브리지의 성 에드워드 교회에서 모리스의 보좌신부로 일했다.
1871년 카펜터는 왕자들인 조지 프레더릭(이후 조지 5세)과 그의 형인 클래런스 공작 앨버트 빅터의 가정교사가 되어 달라는 요청을 받았지만 거절했다. 그의 평생 친구이자 케임브리지 동창인 존 닐 돌턴이 그 자리를 맡았다. 카펜터는 돌턴이 가정교사로 있는 동안 그를 계속 방문했다. 그들은 왕자들이 찍은 두 사람의 사진을 받았다.
그 후 몇 년 동안 그는 교회와 대학에서의 삶에 대한 불만이 커져갔고, 빅토리아 사회의 위선이라고 본 것에 싫증을 느꼈다. 그는 시를 읽는 것에서 큰 위안을 찾았고, 나중에 월트 휘트먼의 작품을 발견한 것이 자신에게 "깊은 변화"를 가져왔다고 말했다. 5, 6년 후인 1877년 그는 캠던 (뉴저지주)에서 휘트먼을 방문했다.

## 잉글랜드 북부로의 이주

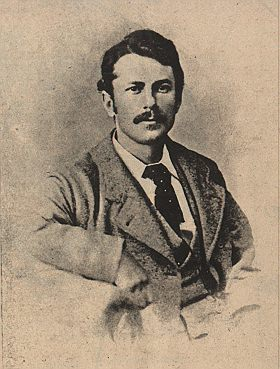
1875년의 에드워드 카펜터

카펜터는 1874년 자발적으로 성공회 성직을 사임하고 교회를 떠나 리즈로 이주했으며, 소외된 지역 사회의 교육 접근성을 넓히고자 하는 학자들이 설립한 대학 확장 운동의 일환으로 강사가 되었다. 그는 천문학, 고대 그리스 여성들의 삶, 그리고 음악에 대해 강의했으며, 노동계급에게 강의하기를 바랐으나, 그의 강의는 대부분 중산층 사람들에 의해 수강되었고, 그들 중 다수는 그가 가르치는 주제에 대해 적극적인 관심을 거의 보이지 않았다. 환멸을 느낀 그는 체스터필드로 이주했으나 그 도시가 지루하다고 느껴 1년 후 근처 셰필드로 이주했다. 이곳에서 그는 육체노동자들과 접촉하게 되었고, 시를 쓰기 시작했다. 그의 성적 취향은 노동자들에게 있었다: "기름때가 묻고 기름투성이인 소방부의 모습" 또는 "두꺼운 허벅지에 뜨겁고 거친 살을 가진 허리에 끈을 맨 젊은 벽돌공".
1882년 그의 아버지 찰스 카펜터가 사망하자, 에드워드는 6,000파운드(1882년 가치로 2020년 기준 £620,000에 해당)를 상속받았다. 이는 카펜터가 강의를 그만두고 더 단순한 삶을 추구할 수 있게 해주었다. 처음에는 1880년에 셰필드 근처 토틀리에서 낫 제조업자 앨버트 페르니휴와 그의 가족과 함께 소규모 농가에 정착했다. 앨버트와 에드워드는 연인이 되었고, 1883년 앨버트 가족과 함께 더비셔주 밀토르프로 이주했다. 그곳에서 카펜터는 17세기 양식으로 지역 사암과 슬레이트 지붕을 사용하여 1883년에 크고 새로운 집과 부속 건물을 지었다. 그곳에서 그들은 작은 텃밭을 가꾸고 카펜터의 요청으로 해럴드 콕스가 인도에서 보내온 샌들 디자인을 바탕으로 가죽 샌들을 만들고 판매했다.
카펜터는 그의 『잉글랜드의 이상』(England's Ideal, 1887) 중 에세이 「삶의 단순화」에서 "단순한 삶"(Simple Life)이라는 구절을 대중화시켰다. 셰필드 건축가 레이먼드 언윈은 밀토르프를 자주 방문했고, 밀토르프에서 소박한 영국 토착 건축 양식을 되살리고 카펜터의 '단순한 삶'은 언윈의 후기 전원도시 건축과 이상에 강력한 영향을 미쳐 일관성 있으면서도 급진적인 새로운 생활 방식을 제시했다.
셰필드에서 카펜터는 점점 더 급진적인 인물이 되었다. 프리드리히 엥겔스의 제자인 헨리 하인드먼의 영향을 받아 그는 1883년 사회민주연맹에 가입하여 도시 지부를 결성하려 했다. 그러나 그 단체는 대신 독립을 유지하기로 결정하고 셰필드 사회주의 학회가 되었다. 도시에서 그는 산업 노동자들의 열악한 생활 환경을 부각시키는 등 여러 프로젝트에 참여했다. 1884년 그는 윌리엄 모리스와 함께 사회민주연맹을 떠나 사회주의자동맹에 합류했다. 그곳에서 그는 월트 휘트먼을 방문하는 동안 윌리엄 해리슨 라일리의 집에 머물렀다.
1883년 카펜터는 『민주주의를 향하여』(Towards Democracy)의 첫 부분을 출판했다. 이 긴 시는 카펜터의 "정신적 민주주의"와 인류가 어떻게 더 자유롭고 정의로운 사회로 나아갈 수 있는지에 대한 그의 생각을 표현했다. 『민주주의를 향하여』는 휘트먼의 시와 힌두 경전인 바가바드 기타의 영향을 많이 받았다. 『민주주의를 향하여』의 확장판은 1885년, 1892년, 1902년에 나왔고, 완결판은 1905년에 출판되었다.
1886년에서 1887년 사이 카펜터는 면도칼 연마공 조지 후킨과 연애 관계에 있었다. 카펜터는 1888년부터 1889년까지 세실 레디와 함께 살았고, 1889년에는 레디가 더비셔주에 애벗숄름 스쿨을 설립하는 것을 도왔다. 이 학교는 로버트 뮤어헤드와 윌리엄 캐슬스의 재정 지원을 받아 전통적인 공립 학교의 눈에 띄는 진보적인 대안으로 설립되었다.
1889년 5월, 카펜터는 『셰필드 인디펜던트』에 셰필드를 문명 세계의 웃음거리라고 부르며, 셰필드에서 피어오르는 거대한 자욱한 스모그 구름이 마치 최후의 심판에서 뿜어져 나오는 연기 같았고, 그것이 수많은 생명이 희생될 제단이라고 썼다. 그는 10만 명의 성인과 어린이가 햇빛과 공기를 찾아 고통스러운 삶을 견디며 숨쉬지 못하고 관련 질병으로 죽어가고 있다고 말했다.

## 인도 여행
힌두 철학에 점차 끌려 그는 1890년 인도와 실론을 여행했다. 그곳에서 구루 라마스와미(그나니로 알려짐)와의 대화 후, 그는 사회주의가 경제적 조건뿐만 아니라 인간 의식의 혁명을 가져올 것이라는 확신을 갖게 되었다. 그의 여행기는 1892년 『아담의 봉우리에서 코끼리 동굴까지: 실론과 인도의 스케치』로 출판되었다. 이 책의 영적 탐구는 후에 러시아 작가 표트르 우스펜스키에게 영향을 미쳤으며, 그는 자신의 저서 『테르티움 오르가눔』(Tertium Organum, 1912)에서 이 책을 광범위하게 다루었다.

## 조지 메릴과의 삶

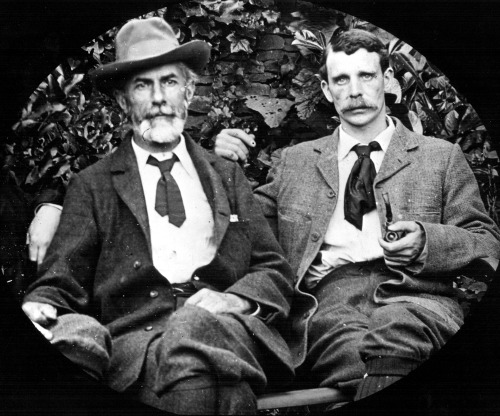
1900년경의 카펜터와 메릴

1891년 인도에서 돌아온 카펜터는 자신보다 22살 어린 셰필드 출신의 노동 계급 남성인 조지 메릴을 만났고, 1893년 페르니휴 가족이 밀토르프를 떠난 후 메릴은 카펜터의 동반자가 되었다. 두 사람은 여생 동안 동반자로 지냈으며, 1898년부터 동거했다. 기관사 아들인 메릴은 셰필드 빈민가에서 자랐고 정규 교육을 거의 받지 못했다.
카펜터는 그의 저서 『중간 성』(The Intermediate Sex)에서 이렇게 말했다.

에로스는 위대한 평등주의자다. 아마 진정한 민주주의는 계급과 카스트의 경계를 쉽게 넘어서고 사회의 가장 소원한 계층을 가장 친밀한 애정으로 묶어주는 감정에 다른 어떤 것보다 더 확고히 기반을 두고 있을 것이다. 좋은 지위와 가문 출신의 우라니아인들이 노동자처럼 거친 유형의 사람들에게 얼마나 자주 끌리는지, 그리고 비록 공공연히 인정되지는 않지만 사회 제도, 관습, 정치적 경향에 결정적인 영향을 미치는 매우 영구적인 동맹이 이런 식으로 자주 형성되는지 주목할 만하다.

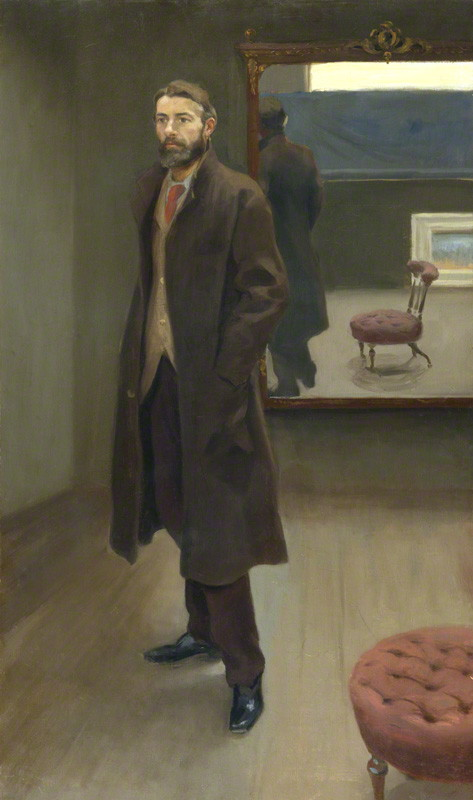
로저 프라이 (1866–1934)의 에드워드 카펜터 (1894), 유화; 작가가 1930년 기증

카펜터의 친구로는 학자, 작가, 자연주의자이자 인도주의 연맹의 설립자인 헨리 S. 솔트와 그의 아내 캐서린이 있었다. 비평가, 에세이스트, 성학자인 해블록 엘리스와 그의 아내 이디스; 배우이자 프로듀서인 벤 아이든 페인; 노동 운동가 브루스와 캐서린 글래지어; 작가이자 학자인 존 애딩턴 시먼즈; 그리고 페미니스트 작가인 올리브 슈라이너가 있었다.
E. M. 포스터는 친한 친구였으며 부부를 정기적으로 방문했다. 그는 나중에 1913년 밀토르프 방문이 그의 동성애를 주제로 한 소설 『모리스』를 쓰는 데 영감을 주었다고 회상했다. 포스터는 앞서 언급된 소설의 마지막 노트에 메릴이 "내 엉덩이를 부드럽게, 엉덩이 바로 위를 만졌다. 그가 대부분의 사람들을 만졌다고 믿는다. 그 감각은 특이했고 나는 아직도 그것을 기억한다. 오래전에 사라진 치아의 위치를 기억하듯이. 그는 나에게 깊은 인상을 주었고 창조적인 샘을 건드렸다."고 썼다.
카펜터와 메릴의 관계는 『모리스』의 주인공 모리스 홀과 사냥꾼 알렉 스커더의 관계에 영감을 주었다. 작가 D. H. 로런스는 사후인 1971년에 출판된 『모리스』의 원고를 읽었다. 카펜터의 전원 생활 방식과 원고는 로런스의 1928년 소설 『채털리 부인의 연인』에 영향을 미쳤는데, 이 소설은 남녀 간의 중심 관계를 중심으로 전개되지만, 사냥꾼과 상류층 구성원을 포함한다.

## 말년

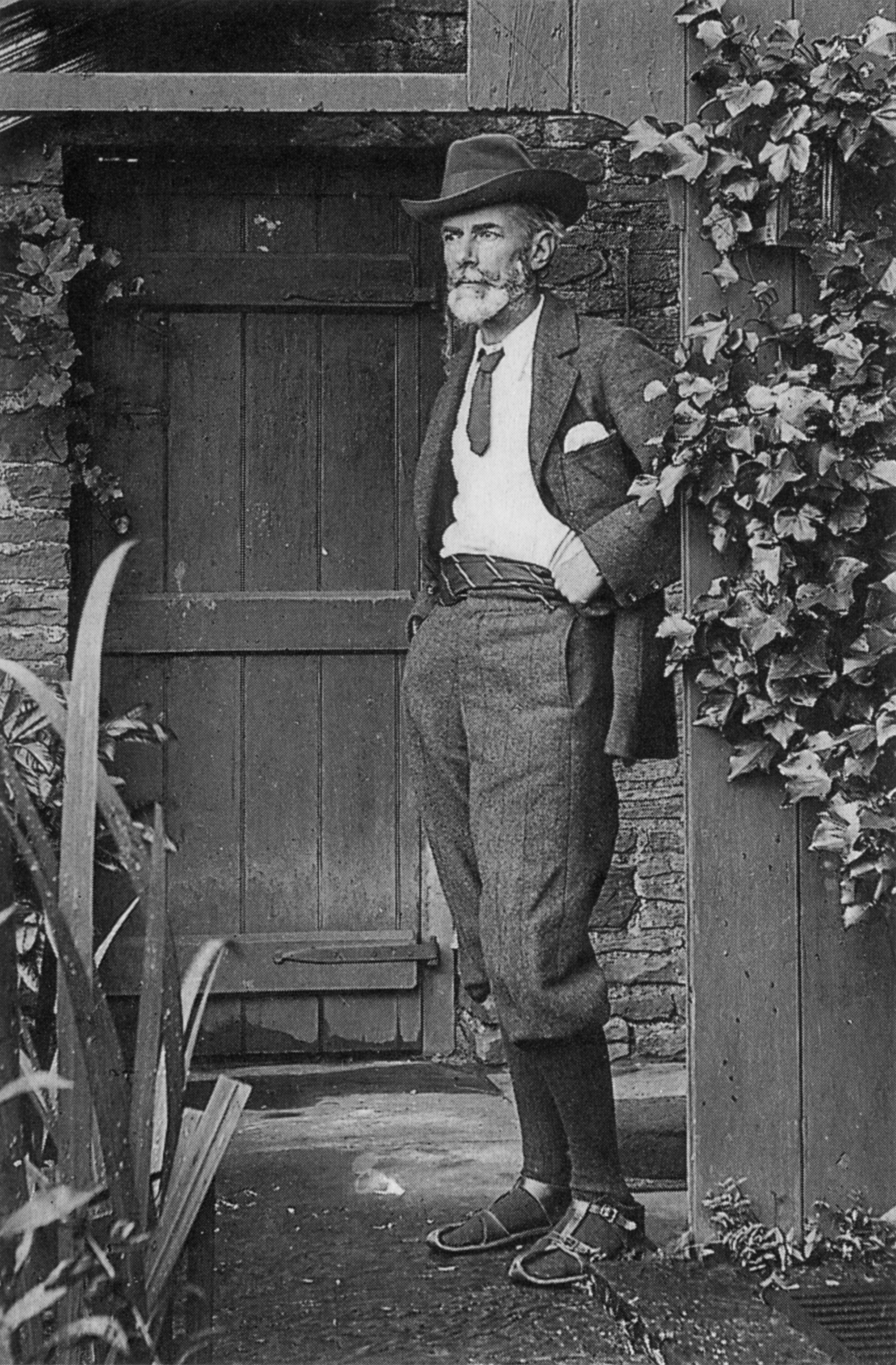
1905년의 에드워드 카펜터

1902년 카펜터의 시와 산문 앤솔러지 『이올라오스: 우정의 앤솔러지』가 출판되었다. 이 책은 1906년 윌리엄 스완 조넨샤인에 의해 다시 출판되었다.
1915년, 그는 『국가의 치유와 그 투쟁의 숨겨진 원천』(The Healing of Nations and the Hidden Sources of Their Strife)을 출판했는데, 여기서 그는 서구 사회의 전쟁과 불만의 근원은 계급 독점과 사회적 불평등이라고 주장했다.
카펜터는 그리스도 신화론의 옹호자가 되었다. 그의 책 『이교도와 기독교 신조』는 1921년 하코트 브레이스 앤 하우에서 출판되었다.
1917년 조지 후킨이 56세의 나이로 사망한 것은 카펜터가 잉글랜드 북부에 대한 애착을 끊어놓은 것처럼 보인다. 1922년 그와 메릴은 서리주 길퍼드로 이주했고, 두 사람은 마운트사이드 로드 23번지에 살았다. 카펜터의 80번째 생일에는 그가 십대 시절부터 알고 지내던 당시 노동당 (영국) 정부의 모든 구성원들이 서명한 앨범이 증정되었는데, 그 수장은 램지 맥도널드 총리였다.
1928년 1월, 메릴은 서리주로 이사한 후 알코올에 의존하게 되었고 갑자기 사망했다. 그의 죽음은 카펜터에게 큰 충격을 주었고, 그는 공동 주택을 팔고 간병인 테드 이니건과 함께 이사했다. 1928년 5월, 카펜터는 뇌졸중으로 마비가 왔다. 그는 13개월 더 살다가 1929년 6월 28일 84세의 나이로 사망했다. 그는 길퍼드의 마운트 공동묘지에 메릴과 같은 무덤에 안장되었으며, 카펜터가 직접 쓴 긴 비문이 새겨져 있다.
타임스에 실린 그의 부고 기사는 "에드워드 카펜터, 작가이자 시인"이라는 제목으로 실렸지만, 본문에는 그의 정치 운동에 대한 언급도 있었다.

## 영향
카펜터는 정치 및 문화계의 많은 주요 인사들과 서신을 주고받았는데, 그중에는 애니 베전트, 이사도라 덩컨, 해블록 엘리스, 로저 프라이, 마하트마 간디, 키어 하디, 잭 런던, 조지 메릴, E. D. 모렐, 윌리엄 모리스, 에드워드 R. 피스, 존 러스킨, 그리고 올리브 슈라이너가 있었다.

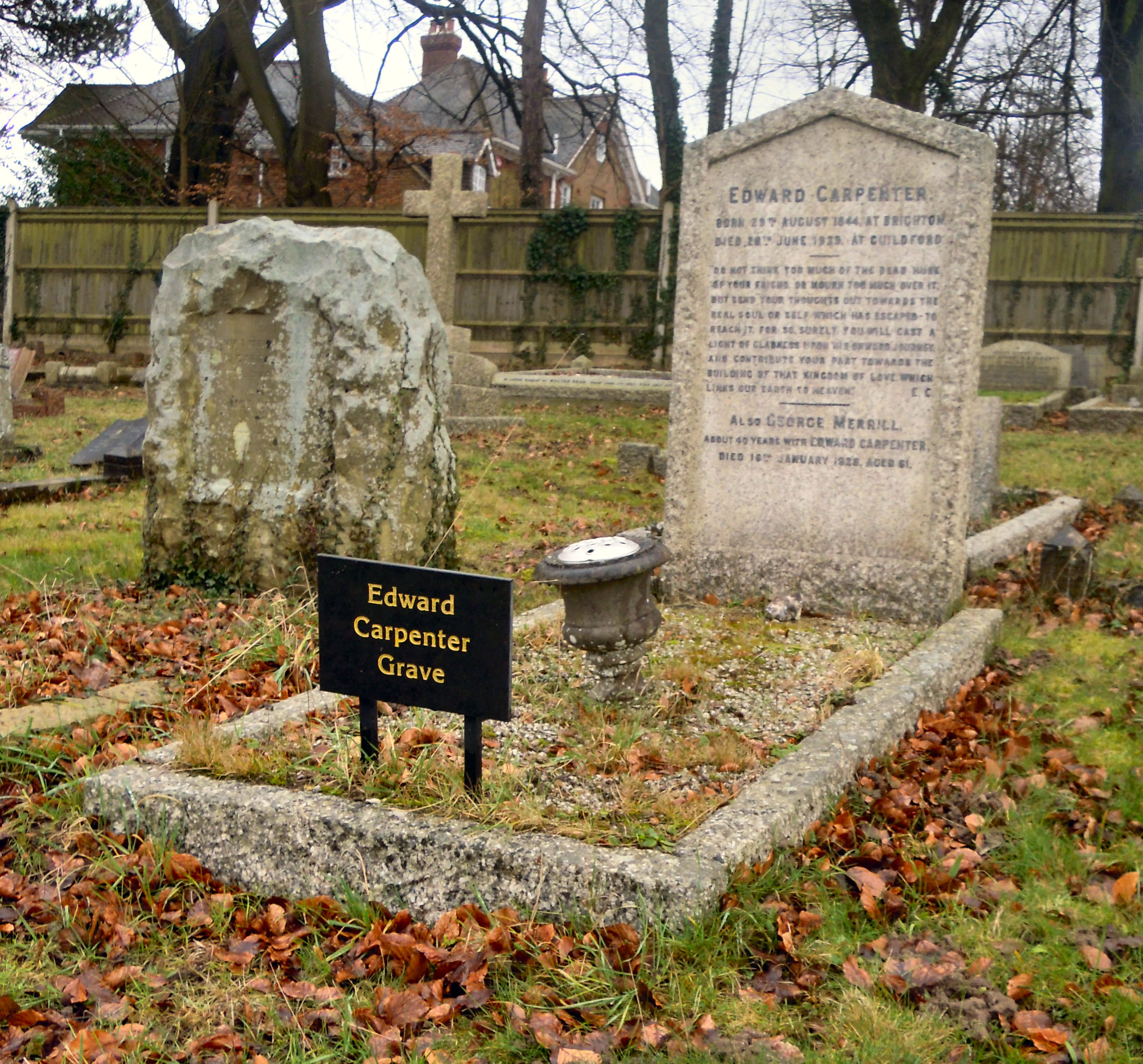
서리주 길퍼드의 마운트 공동묘지에 있는 카펜터와 조지 메릴의 묘비

카펜터는 라빈드라나트 타고르와 월트 휘트먼의 친구였다. 올더스 헉슬리는 자신의 책 『과학, 자유, 평화』에서 카펜터의 소책자 『문명: 그 원인과 치료』를 추천했다. 모더니즘 미술 비평가 허버트 리드는 카펜터의 소책자 『비정부 사회』가 자신을 아나키즘으로 전환시켰다고 평가했다.
레슬리 폴은 카펜터의 작품에 영향을 받았고, 그 영향은 그가 설립한 스카우트 그룹인 우드크래프트 포크에도 이어졌다. 앨저넌 블랙우드도 카펜터의 작품에 대한 열렬한 팬이었다. 블랙우드는 카펜터와 서신을 주고받았으며, 1911년 소설 『켄타우로스』에 『문명: 그 원인과 치료』의 인용문을 포함했다.
페너 브록웨이는 1929년 카펜터의 부고 기사에서 자신이 젊었을 때 카펜터와 그의 동료들에게 영향을 받았음을 인정했다. 브록웨이는 카펜터를 "우리 삶의 가장 위대한 영적 영감. 『민주주의를 향하여』는 우리의 성경이었다"고 묘사했다. 앤설 애덤스는 카펜터의 저서, 특히 『민주주의를 향하여』의 열렬한 팬이었다. 엠마 골드만은 카펜터의 책들이 자신의 사상에 영향을 미쳤다고 언급하며, 카펜터가 "현자의 지혜"를 지녔다고 말했다. 카운티 컬렌은 카펜터의 책 『이올라오스』를 읽으면서 "닫혀 있던 내 영혼의 창문이 열렸다"고 말했다.
카펜터는 때때로 "영국의 톨스토이"라고 불렸으며, 톨스토이 자신은 그를 "칼라일과 러스킨의 훌륭한 후계자"로 여겼다.

## 명성의 부활
그의 사망 이후, 카펜터의 저술들은 절판되었고 영국의 노동 운동사 열성 지지자들을 제외하고는 대부분 잊혀졌다. 그러나 1970년대와 1980년대에 제프리 윅스와 실라 로보담 같은 역사가들에 의해 그의 작품에 대한 관심이 부활했으며, 일부 카펜터의 작품들은 게이 맨스 프레스에 의해 재출판되었다. 카펜터의 오염과 동물 학대에 대한 반대는 일부 역사가들로 하여금 카펜터의 사상이 현대 녹색 운동과 동물권 운동을 예견했다고 주장하게 만들었다. 카펜터는 피오나 매카시에 의해 "샌들 신은 성자", "고귀한 야만인", 그리고 더 최근에는 "영국 좌파의 동성애 대부"로 묘사되었다.

## 저작
| The Religious Influence of Art                                                                   | 1870 |
| Narcissus and other Poems                                                                        | 1873 |
| Moses: A Drama in Five Acts (나중에 The Promised Land, 1911로 개정됨)                            | 1875 |
| Modern Money-Lending and the Meaning of Dividends: A Tract                                       | 1885 |
| England's Ideal: And Other Essays on Social Subject                                              | 1887 |
| Chants of Labour: A Song Book of the People with Music                                           | 1888 |
| Civilisation: Its Cause and Cure                                                                 | 1889 |
| From Adam's Peak to Elephanta: Sketches in Ceylon and India                                      | 1892 |
| A Visit to Gñani: from Adam's Peak to Elephanta                                                  | 1892 |
| Homogenic Love and Its Place in a Free Society                                                   | 1894 |
| Sex-Love and Its Place in a Free Society                                                         | 1894 |
| Marriage in Free Society                                                                         | 1894 |
| Love's Coming of Age                                                                             | 1896 |
| An Unknown People                                                                                | 1897 |
| Angels' Wings: A Series of Essays on Art and its Relation to Life                                | 1898 |
| Iolaus: Anthology of Friendship                                                                  | 1902 |
| The Art of Creation                                                                              | 1904 |
| Prisons, Police, and Punishment: An Inquiry into the Causes and Treatment of Crime and Criminals | 1905 |
| Towards Democracy                                                                                | 1905 |
| Days with Walt Whitman: With Some Notes on His Life and Work                                     | 1906 |
| Sketches from Life in Town and Country                                                           | 1908 |
| The Intermediate Sex: A Study of Some Transitional Types of Men and Women                        | 1908 |
| Non-Governmental Society                                                                         | 1911 |
| The Drama of Love and Death: A Study of Human Evolution and Transfiguration                      | 1912 |
| George Merrill, A True History                                                                   | 1913 |
| Intermediate Types Among Primitive Folk: A Study in Social Evolution                             | 1914 |
| The Healing of Nations                                                                           | 1915 |
| My Days and Dreams, Being Autobiographical Notes                                                 | 1916 |
| The Story of My Books                                                                            | 1916 |
| Never Again!                                                                                     | 1916 |
| Towards Industrial Freedom                                                                       | 1917 |
| Pagan and Christian Creeds: Their Origin and Meaning                                             | 1920 |
| The Story of Eros and Psyche                                                                     | 1923 |
| Some Friends of Walt Whitman: A Study in Sex-Psychology 보관됨 2025-06-10 - 웨이백 머신          | 1924 |
| The Psychology of the Poet Shelley                                                               | 1925 |

『노동의 찬가』(Chants of Labour)는 사회주의자들을 위한 가곡집으로, 카펜터가 『코먼웰』에서 기고를 요청했다.
여기에는 존 글라스, 이디스 네스빗, 존 브루스 글래지어, 안드레아스 쇼이, 윌리엄 모리스, 짐 코널, 허버트 버로스 등의 작품이 수록되었다.

## 같이 보기
- 그리스도 신화론 지지자 목록

## 더 읽어보기
- Aronson, Theo (1994). 《Prince Eddy and the Homosexual Underworld》. 런던: John Murray. ISBN 0-7195-5278 8.
- Beith, Gilbert (ed), Edward Carpenter: In Appreciation, George Allen & Unwin, 1931.
- Brown, Tony, 편집. (1990). 《Edward Carpenter and Late Victorian Radicalism》. London: Frank Cass. ISBN 978-0-71463-400-5.
- Greig, Noël: Dear Love of Comrades: London: Gay Men's Press, 1979.
- Lewis, Edward, Edward Carpenter: An Exposition and an Appreciation, Macmillan, 1915.
- Stanley Pierson, "Edward Carpenter, Prophet of a Socialist Millennium," Victorian Studies, vol. 13, no. 3 (March 1970), pp. 301–318.
- Rowbotham, Sheila (1980). 《In search of Edward Carpenter》. 《Radical America》 14. 48–59쪽.
- Rowbotham, Sheila (2009). 《Edward Carpenter: A Life of Liberty and Love》. London: Verso. ISBN 9781844674213.
- Toibin, Colm (2009년 1월 29일). “Urning”. 《런던 리뷰 오브 북스》 (29 January 2009) (LRB). 14–16면.
- Tsuzuki, Chushchi, Edward Carpenter 1844-1929 Prophet of Human Fellowship, Cambridge: Cambridge University Press, 1980.
- Twigg, Julia The Vegetarian Movement in England 1847-1981, PhD (LSE) thesis, 1981, in particular Chapter Six e, i, as on the International Vegetarian Union website.